# Gerindote
Gerindote è un comune spagnolo di 2 427 abitanti situato nella comunità autonoma di Castiglia-La Mancia.